# 刘凤锦
刘凤锦（1923年—），男，江苏东海人，中国作曲家，曾任中国音乐家协会常务理事。